# Edoardo Leo
Edoardo Leo (Roma, 21 aprile 1972) è un attore, sceneggiatore e regista italiano.

## Biografia
Cresciuto nel quartiere romano Roma 70, dopo essersi diplomato al liceo scientifico, nel 1999 consegue la laurea in Lettere presso l'Università La Sapienza di Roma.
Attore di teatro, cinema e televisione, diviene noto presso il grande pubblico grazie al ruolo di Marcello, interpretato nella terza e quarta stagione di Un medico in famiglia. In teatro alterna produzioni classiche (Troilo e Cressida) a testi contemporanei tra i quali la versione teatrale del film Birdy - Le ali della libertà e quella di Dramma della gelosia (tratto dall'omonimo film di Ettore Scola), diretto da Gigi Proietti. Tra gli altri suoi lavori televisivi, ricordiamo le miniserie TV Ho sposato un calciatore (2005) di Stefano Sollima, Operazione Odissea (1999) e Blindati (2003), e il suo primo ruolo da protagonista nel film per la televisione La banda (2001), diretto da Claudio Fragasso.
Tra il 2004 e il 2005 è protagonista dei film Dentro la città, diretto da Andrea Costantini, 69 prima e Tutto in quella Notte, regia di Franco Bertini, e Taxi Lovers, regia di Luigi Di Fiore. Nel novembre 2007 ritorna sul piccolo schermo con la miniserie TV di Rai 1, Liberi di giocare, regia di Francesco Miccichè, in cui ha il ruolo di Carlo Mariani, mentre Pierfrancesco Favino ha quello del fratello Stefano. Nel 2010 dopo aver debuttato come regista con il film Diciotto anni dopo, da lui scritto, diretto ed interpretato, recita nella miniserie TV per Rai 1 dal titolo Il signore della truffa, accanto a Gigi Proietti, nel ruolo di Angelo Mazzola.
Per il film Diciotto anni dopo riceve la nomination ai David di Donatello per il miglior regista esordiente e al Nastro d'argento al miglior regista esordiente. Nel 2010 il suo film riceve numerosi premi nazionali ed internazionali. Tra questi il "Prix du public" al Festival di Annecy, vince il Festival del Mediterraneo a Montpellier, il Festival di St. Louis, il premio della critica e miglior attore a "Maremetraggio Festival" di Trieste, il MagnaGrecia Film Festival, il premio città di Firenze assegnato per aver vinto i 4 festival del circuito N.I.C.E. (Seattle, San Francisco, Mosca e San Pietroburgo). Nel luglio del 2011 la sceneggiatura di Diciotto anni dopo vince il premio AGE, premio dedicato alla memoria del grande sceneggiatore Agenore Incrocci. Nel 2011 recita al fianco di Claudio Amendola nella miniserie TV di Canale 5 Dov'è mia figlia?. È nel cast di To Rome with Love, diretto da Woody Allen.

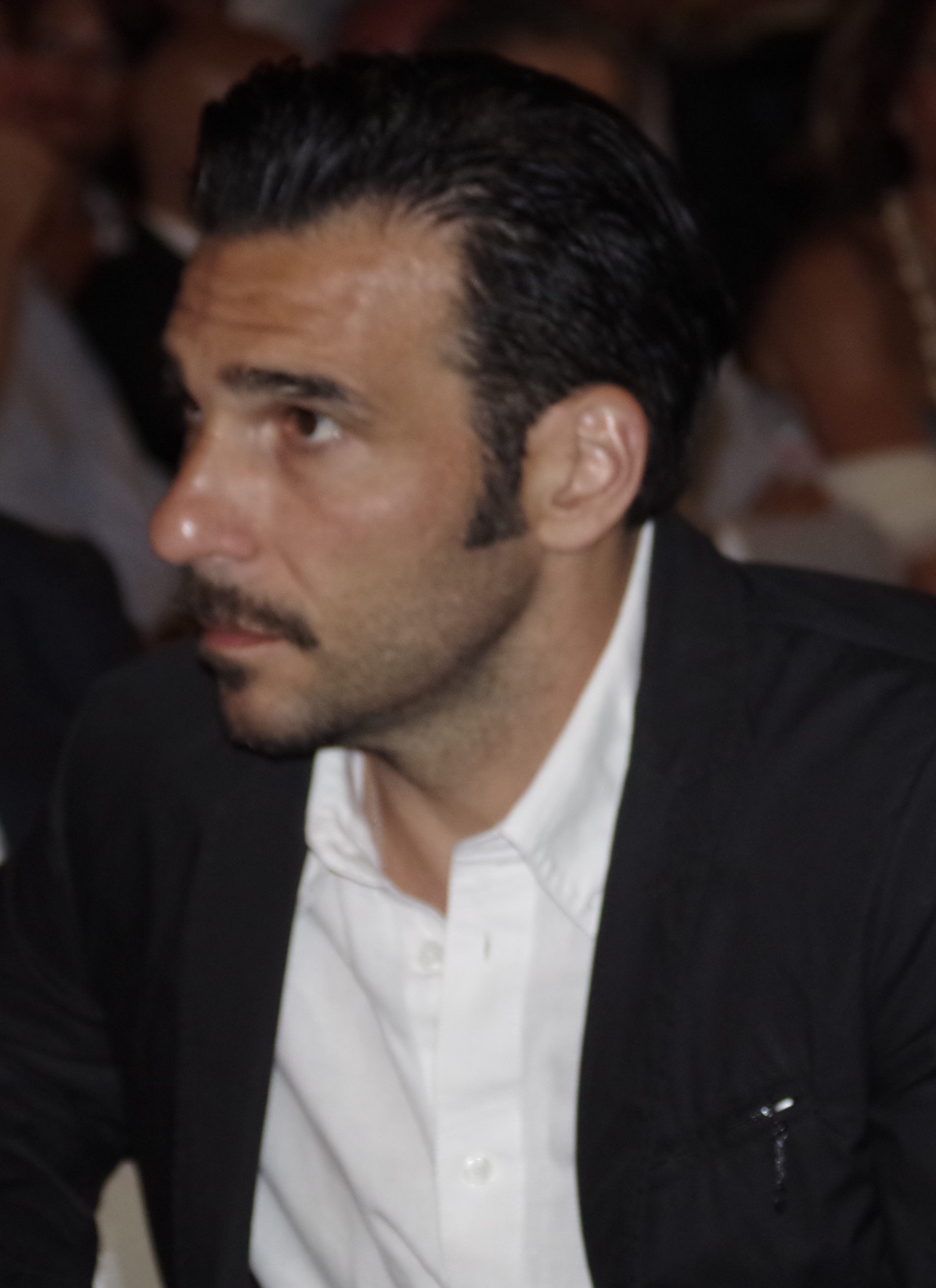
Edoardo Leo ai Nastri d'argento 2014

Nel 2012 è in teatro con Ambra Angiolini con Ti ricordi di me?, spettacolo teatrale che registra il tutto esaurito in tutta Italia. Lo spettacolo è scritto da Massimiliano Bruno, regista di Viva l'Italia, film in cui Edoardo è tra i protagonisti. Nello stesso anno scrive e gira il suo secondo film da regista Buongiorno papà, in cui recita accanto a Raoul Bova e Marco Giallini. Nel 2014 è protagonista dell'esordio cult, come regista, di Sydney Sibilia Smetto quando voglio e poi di altri due film da lui sceneggiati: La mossa del pinguino e Ti ricordi di me?, e anche nel film di Manuela Tempesta Pane e burlesque.
Il 1º maggio 2014 conduce il tradizionale Concerto del Primo Maggio a Roma, e nello stesso anno è candidato al David di Donatello per il miglior attore protagonista per il film Smetto quando voglio. Nel 2015 dirige e interpreta il suo terzo film Noi e la Giulia, tratto dal libro Giulia 1300 e altri miracoli di Fabio Bartolomei, con Luca Argentero, Stefano Fresi, Claudio Amendola, Anna Foglietta e Carlo Buccirosso. Candidato a 7 David di Donatello vince il David Giovani e quello per il miglior attore non protagonista (Carlo Buccirosso).
Noi e la Giulia si aggiudica anche il Nastro d'argento per la miglior commedia e per il miglior attore non protagonista (Claudio Amendola) e ben tre Ciak d'oro tra cui commedia rivelazione e miglior attore di una commedia. Nel 2016 interpreta il ruolo di Cosimo in Perfetti sconosciuti di Paolo Genovese, per il quale vince il Nastro d'argento insieme a tutto il cast. Poi scrive, interpreta e dirige Che vuoi che sia, sua quarta regia, con Anna Foglietta e Rocco Papaleo. Nel 2017 esce Smetto quando voglio - Masterclass, secondo capitolo della saga e, qualche mese dopo, Smetto quando voglio - Ad honorem, che conclude la trilogia.
Prosegue la sua attività teatrale portando da sempre in tournée il suo reading Ti racconto una storia, letture semiserie e tragicomiche, con le musiche di Jonis Bascir e Ti racconto una fiaba - Pinocchio, un'inedita rilettura della fiaba di Collodi, di cui interpreta tutti i personaggi, sulle musiche del Pinocchio di Comencini realizzata con l'orchestra Sinfonica Giovanile di Roma. Nel 2018, firma la regia dello spettacolo È questa la vita che sognavo da bambino?  interpretato da Luca Argentero, con le musiche di Davide Cavuti e distribuito quattro anni più tardi su Prime Video. Nel febbraio di quell'anno conduce ...Tanto siamo tra amici al DopoFestival assieme a Carolina Di Domenico con la partecipazione di Sabrina Impacciatore, Rolando Ravello, Paolo Genovese e Rocco Tanica, accompagnati dalla musica della Bluebeaters Band. Nel 2019 recita nel film Non ci resta che il crimine di Massimiliano Bruno, cui seguirà il sequel del 2021 Ritorno al crimine e del 2022 C’era una volta il crimine. Sempre nel 2019 sperimenterà per la prima volta l'esperienza del doppiaggio prestando la propria voce a Timon nel film il re leone, prodotto dalla Walt Disney Pictures. Recita nel film di Ferzan Özpetek La dea fortuna, insieme a Stefano Accorsi, ottenendo grande successo di pubblico e di critica. Nel 2020 è uno dei protagonisti di 18 regali, sotto la regia di Francesco Amato. 
Nell'ottobre del 2021 presenta il suo primo documentario, Luigi Proietti detto Gigi, dedicato appunto all'attore romano e suo punto di riferimento scomparso da pochi mesi, per cui riceverà un premio speciale ai Nastri d’Argento l’anno seguente, mentre a fine novembre esce al cinema Lasciarsi un giorno a Roma, nuovo film diretto, scritto e interpretato da lui, mentre il 29 e 30 dicembre va in scena all’Auditorium Parco della Musica di Roma con il suo spettacolo Ti racconto una storia. Tornerà a teatro con altre date a partire da aprile 2022. Sempre nel 2022 affianca Miriam Leone nel film War - La guerra desiderata. A inizio 2023 torna al cinema come regista ed attore in I migliori giorni, film diretto con Massimiliano Bruno; nell'estate invece è presente sempre con Bruno con il film I peggiori giorni. L'8 febbraio 2024 è ospite della terza serata del Festival di Sanremo per promuovere Il clandestino, nuova fiction che va in onda dall'8 aprile, e per l'occasione presenta un monologo accompagnato da Jonis Bascir. Il 2024 è anche l’anno di Non sono quello che sono, altro film da attore, regista e sceneggiatore, e della sua partecipazione a Stanotte a Roma di Alberto Angela. L’anno seguente è tra i protagonisti di Follemente e 30 notti con il mio ex.
È impegnato nel direttivo di Una Nessuna Centomila, la fondazione contro la violenza sulle donne, e nel sindacato Unita, affinché i lavoratori dello spettacolo abbiano condizioni eque.

### Vita privata
Nel 2000 si è sposato con Laura Marafioti; dalla loro unione sono nati Francesco e Anita.

## Filmografia

### Attore

#### Cinema
- La classe non è acqua, regia di Cecilia Calvi (1997)
- Grazie di tutto, regia di Luca Manfredi (1998)
- La vita per un'altra volta, regia di Domenico Astuti (1999)
- La collezione invisibile, regia di Gianfranco Isernia (2000)
- Gente di Roma, regia di Ettore Scola (2003)
- Dentro la città, regia di Andrea Costantini (2004)
- Tutto in quella notte, regia di Franco Bertini (2004)
- Taxi Lovers, regia di Luigi Di Fiore (2005)
- 69 prima, regia di Franco Bertini (2005)
- Billo - Il grand Dakhaar, regia di Laura Muscardin (2007)
- Scrivilo sui muri, regia di Giancarlo Scarchilli (2007)
- L'anno mille, regia di Diego Febbraro (2008)
- Diciotto anni dopo, regia di Edoardo Leo (2009)
- Nessuno mi può giudicare, regia di Massimiliano Bruno (2011)
- To Rome with Love, regia di Woody Allen (2012)
- Viva l'Italia, regia di Massimiliano Bruno (2012)
- Ci vediamo a casa, regia di Maurizio Ponzi (2012)
- Buongiorno papà, regia di Edoardo Leo (2013)
- La mossa del pinguino, regia di Claudio Amendola (2014)
- Tutta colpa di Freud, regia di Paolo Genovese (2014)
- Smetto quando voglio, regia di Sydney Sibilia (2014)
- Ti ricordi di me?, regia di Rolando Ravello (2014)
- Pane e burlesque, regia di Manuela Tempesta (2014)
- Noi e la Giulia, regia di Edoardo Leo (2015)
- Loro chi?, regia di Francesco Miccichè e Fabio Bonifacci (2015)
- Perfetti sconosciuti, regia di Paolo Genovese (2016)
- Che vuoi che sia, regia di Edoardo Leo (2016)
- Smetto quando voglio - Masterclass, regia di Sydney Sibilia (2017)
- Smetto quando voglio - Ad honorem, regia di Sydney Sibilia (2017)
- Io c'è, regia di Alessandro Aronadio (2018)
- Non ci resta che il crimine, regia di Massimiliano Bruno (2019)
- Gli uomini d'oro, regia di Vincenzo Alfieri (2019)
- La dea fortuna, regia di Ferzan Özpetek (2019)
- 18 regali, regia di Francesco Amato (2020)
- Lasciarsi un giorno a Roma, regia di Edoardo Leo (2021)
- Ritorno al crimine, regia di Massimiliano Bruno (2021)
- C'era una volta il crimine, regia di Massimiliano Bruno (2022)
- I cassamortari, regia di Claudio Amendola (2022)
- Power of Rome, regia di Giovanni Troilo – documentario (2022)
- War - La guerra desiderata, regia di Gianni Zanasi (2022)
- Era ora, regia di Alessandro Aronadio (2022)
- I migliori giorni, regia di Massimiliano Bruno ed Edoardo Leo (2023)
- Mia, regia di Ivano De Matteo (2023)
- I peggiori giorni, regia di Massimiliano Bruno ed Edoardo Leo (2023)
- L'ordine del tempo, regia di Liliana Cavani (2023)
- Ari-cassamortari, regia di Claudio Amendola (2024)
- Io sono un po’ matto e tu?, regia di Dario D’Ambrosi (2024)
- Non sono quello che sono, regia di Edoardo Leo (2024)
- Follemente, regia di Paolo Genovese (2025)
- 30 notti con il mio ex, regia di Guido Chiesa (2025)

#### Televisione
- La luna rubata, regia di Gianfranco Albano – film TV (1995)
- I ragazzi del muretto – serie TV, episodio 3x14 (1996)
- Avvocato Porta – serie TV (1997)
- Il maresciallo Rocca – serie TV, episodio 2x04 (1998)
- Operazione Odissea, regia di Claudio Fragasso – miniserie TV (1999)
- La banda, regia di Claudio Fragasso – film TV (2000)
- Don Matteo – serie TV, episodio 3x03 (2002)
- Ma il portiere non c'è mai? – serie TV (2002)
- Il bello delle donne 2 – serie TV (2002)
- Lo zio d'America – serie TV (2002-2006)
- Blindati, regia di Claudio Fragasso – miniserie TV (2003)
- Un medico in famiglia – serie TV (2003-2004)
- La tassista, regia di José María Sánchez – miniserie TV (2004)
- Ho sposato un calciatore, regia di Stefano Sollima – miniserie TV (2005)
- Caterina e le sue figlie 2 – serie TV (2007)
- Liberi di giocare, regia di Francesco Miccichè – miniserie TV (2007)
- Romanzo criminale - La serie – serie TV (2008-2010)
- Ne parliamo a cena, regia di Edoardo Leo – puntata pilota, presentata al RFF (2008)
- I Cesaroni – serie TV, episodi 3x22-3x23 (2009)
- Crimini – serie TV, episodio 2x06 (2009)
- Il signore della truffa, regia di Luis Prieto – miniserie TV (2010)
- Dov'è mia figlia?, regia di Monica Vullo – miniserie TV (2011)
- Baciati dall'amore, regia di Claudio Norza – miniserie TV (2011)
- Fratelli detective, regia di Rossella Izzo - Serie TV, episodio 1x01 (2011)
- Titanic - Nascita di una leggenda, regia di Ciaran Donnelly – miniserie TV (2012)
- Ognuno è perfetto, regia di Giacomo Campiotti – miniserie TV (2019)
- Il clandestino – serie TV (2024)

#### Teatro
- Ti racconto una storia (dal 2021)

#### Cortometraggi
- Il frigo, regia di S. Verrusio (2000)
- 7,5 gradi alcolici, regia di A. D'Agata (2001)
- Tutto brilla, regia di M. Cappelli (2004)
- Il gioiello, regia di Stefano Calvagna (2006)
- L'acqua e la pazienza, regia di Edoardo Leo (2011)

#### Videoclip
- Per farti tornare – Francesco Renga (2011)
- La tua bellezza – Francesco Renga (2012)
- Tutto questo sei tu – Ultimo (2019)

### Regista

#### Cinema
- Ne parliamo a cena (2008)
- Diciotto anni dopo (2010)
- Buongiorno papà (2013)
- Noi e la Giulia (2015)
- Che vuoi che sia (2016)
- Lasciarsi un giorno a Roma (2021)
- I migliori giorni, con Massimiliano Bruno (2023)
- I peggiori giorni, con Massimiliano Bruno (2023)
- Non sono quello che sono (2024)
- 100 di questi anni (2025)

#### Teatro
- È questa la vita che sognavo da bambino? (dal 2018)
- Ti racconto una storia (dal 2021)

#### Documentario
- Luigi Proietti detto Gigi (2021)

#### Videoclip
- Francesco – La Elle (2008)
- Per farti tornare – Francesco Renga (2011)
- La tua bellezza – Francesco Renga (2012)
- Sulla mia pelle – Zen (2012)

### Sceneggiatore
- Diciotto anni dopo (2010)
- Buongiorno papà (2013)
- La mossa del pinguino (2013)
- Ti ricordi di me? (2014)
- Noi e la Giulia (2015)
- Che vuoi che sia (2016)
- Io c'è (2018)
- Lasciarsi un giorno a Roma (2021)
- I migliori giorni (2023)
- I peggiori giorni (2023)
- Non sono quello che sono (2024)

### Conduttore
- Concerto del Primo Maggio (Rai 3, 2014)
- DopoFestival (Rai 1, 2018)

### Doppiatore
- Timon in Il re leone (2019) e in Mufasa - Il re leone (2024)
- Leo in Leo (2023)

## Riconoscimenti
- David di Donatello
  - 2011 – Candidatura al migliore regista esordiente per Diciotto anni dopo
  - 2014 – Candidatura al miglior attore protagonista per Smetto quando voglio
  - 2015 – Candidatura alla migliore sceneggiatura per Noi e la Giulia
  - 2015 – David giovani per Noi e la Giulia

- Nastro d'argento
  - 2014 – Premio speciale del decennale
  - 2015 – Miglior commedia per Noi e la Giulia
  - 2016 – Premio speciale per Perfetti sconosciuti
  - 2018 – Premio Persol al personaggio dell'anno per Smetto quando voglio - Ad honorem e Io c'è
  - 2020 – Candidatura al miglior attore protagonista per La dea fortuna
  - 2022 – Premio speciale per Luigi Proietti detto Gigi
  - 2023 – Candidatura al miglior attore protagonista per Mia
  - 2024 – Candidatura al miglior attore protagonista per Il clandestino

- Ciak d'oro
  - 2015 – Rivelazione dell'anno[13]
  - 2020 – Migliore attore protagonista per La dea fortuna, ex aequo con Stefano Accorsi[14]

- Globo d'oro
  - 2015 – Miglior commedia per Noi e la Giulia
  - 2023 – Miglior attore per Mia

- Premio Flaiano
  - 2020 – Miglior interpretazione maschile per Ognuno è perfetto
  - 2022 – Miglior regia per Lasciarsi un giorno a Roma